# Translational Psychiatry
Translational Psychiatry — це рецензований медичний науковий журнал з відкритим доступом присвячений трансляційній психіатрії, який видає Nature Portfolio з 2011 року. Має найвищий рейтинг серед журналів відкритого доступу в галузі психіатрії. Публікується у форматі онлайн-журналу.
Це дочірній журнал більш відомого Molecular Psychiatry. Хоча обидва журнали охоплюють ширшу сферу біологічної психіатрії, Translational Psychiatry більше зосереджений на трансляційних аспектах дослідження. Головний редактор — Хуліо Лічініо (також головний редактор в Molecular Psychiatry).

## Цілі та сфера діяльності журналу
Translational Psychiatry має на меті усунути прогалину між нейронаукою та психіатрією, зосереджуючись на дослідженнях, які безпосередньо вивчають психічні розлади та вносять нові відкриття в клінічну практику. На додаток до цієї основної місії журналу, редакція журналу розглядає та публікує статті з усіх галузей медичних досліджень, включаючи, але не обмежуючись ними, молекулярну біологію, генетику, фармакологію, візуалізацію та епідеміологію, які можуть сприяти розвитку галузі трансляційної психіатрії ширше.

## Реферування та індексування
- Current Contents/Clinical Medicine
- EBSCO databases
- Excerpta Medica
- ProQuest
- MEDLINE/PubMed
- Science Citation Index Expanded